# Michail Osipovič Ėjzenštejn
Michail Osipovič Ėjzenštejn (in russo Михаил Осипович Эйзенштейн?; San Pietroburgo, 5 settembre 1867 – Berlino, 2 luglio 1920) è stato un architetto e ingegnere russo, esponente del modernismo internazionale.

## Biografia
Progettista di numerosi palazzi in stile liberty a Riga (ora in Lettonia), fu il padre del celeberrimo regista cinematografico Sergej.